# Lista över olympiska medaljörer i bågskytte
Det här är en komplett lista över alla medaljörer i bågskytte vid olympiska spelen från 1900 till 2020.

## Nuvarande program

### Damer

#### Individuell FITA-runda
| Spel                | Guld                           | Silver                         | Brons                            |
| München 1972        | Doreen Wilber USA              | Irena Szydłowska Polen         | Emma Gaptjenko Sovjetunionen     |
| Montréal 1976       | Luann Ryon USA                 | Valentina Kovpan Sovjetunionen | Zebiniso Rustamova Sovjetunionen |
| Moskva 1980         | Keto Losaberidze Sovjetunionen | Natalja Butuzova Sovjetunionen | Päivi Meriluoto Finland          |
| Los Angeles 1984    | Seo Hyang-soon Sydkorea        | Li Lingjuan Kina               | Kim Jin-ho Sydkorea              |
| Seoul 1988          | Kim Soo-nyung Sydkorea         | Wang Hee-kyung Sydkorea        | Yun Young-sook Sydkorea          |
| Barcelona 1992      | Cho Youn-jeong Sydkorea        | Kim Soo-nyung Sydkorea         | Natalia Valeeva OSS              |
| Atlanta 1996        | Kim Kyung-wook Sydkorea        | He Ying Kina                   | Olena Sadovnytja Ukraina         |
| Sydney 2000         | Yun Mi-jin Sydkorea            | Kim Nam-soon Sydkorea          | Kim Soo-nyung Sydkorea           |
| Aten 2004           | Park Sung-hyun Sydkorea        | Lee Sung-jin Sydkorea          | Alison Williamson Storbritannien |
| Peking 2008         | Zhang Juanjuan Kina            | Park Sung-hyun Sydkorea        | Yun Ok-hee Sydkorea              |
| London 2012         | Ki Bo-bae Sydkorea             | Aída Román Mexiko              | Mariana Avitia Mexiko            |
| Rio de Janeiro 2016 | Chang Hye-jin Sydkorea         | Lisa Unruh Tyskland            | Ki Bo-bae Sydkorea               |
| Tokyo 2020          | An San Sydkorea                | Jelena Osipova ROC             | Lucilla Boari Italien            |

#### Lag FITA-runda
| Spel                | Guld                                                 | Silver                                                          | Brons                                                          |
| Seoul 1988          | Sydkorea Kim Soo-nyung Wang Hee-kyung Yun Young-sook | Indonesien Lilies Handayani Nurfitriyana Saiman Kusuma Wardhani | USA Deborah Ochs Denise Parker Melanie Skillman                |
| Barcelona 1992      | Sydkorea Kim Soo-nyung Cho Youn-jeong Lee Eun-kyung  | Kina Ma Xiangjun Wang Xiaozhu Wang Hong                         | OSS Chatuna Kvrivitjvili Ljudmila Arzjannikova Natalia Valeeva |
| Atlanta 1996        | Sydkorea Kim Jo-sun Kim Kyung-wook Yoon Hye-young    | Tyskland Barbara Mensing Cornelia Pfohl Sandra Wagner           | Polen Iwona Dzięcioł Katarzyna Klata Joanna Nowicka            |
| Sydney 2000         | Sydkorea Kim Soo-nyung Kim Nam-soon Yun Mi-jin       | Ukraina Olena Sadovnytja Natalija Burdejna Katerina Serdjuk     | Tyskland Barbara Mensing Cornelia Pfohl Sandra Wagner          |
| Aten 2004           | Sydkorea Lee Sung-jin Park Sung-hyun Yun Mi-jin      | Kina He Ying Lin Sang Zhang Juanjuan                            | Kinesiska Taipei Chen Li Ju Wu Hui Ju Yuan Shu Chi             |
| Peking 2008         | Sydkorea Joo Hyun-jung Park Sung-hyun Yun Ok-hee     | Kina Chen Ling Guo Dan Zhang Juanjuan                           | Frankrike Virginie Arnold Sophie Dodemont Bérangère Schuh      |
| London 2012         | Sydkorea Lee Sung-jin Ki Bo-bae Choi Hyeonju         | Kina Fang Yuting Cheng Ming Xu Jing                             | Japan Kaori Kawanaka Ren Hayakawa Miki Kanie                   |
| Rio de Janeiro 2016 | Sydkorea Chang Hye-jin Choi Mi-sun Ki Bo-bae         | Ryssland Tujana Dasjidorzjieva Ksenia Perova Inna Stepanova     | Kinesiska Taipei Le Chien-ying Lin Shih-chia Tan Ya-ting       |
| Tokyo 2020          | Sydkorea An San Jang Min-hee Kang Chae-young         | ROC Svetlana Gombojeva Jelena Osipova Ksenia Perova             | Tyskland Michelle Kroppen Charline Schwarz Lisa Unruh          |

### Herrar

#### Individuell FITA-runda
| Spel                | Guld                         | Silver                           | Brons                           |
| München 1972        | John Williams USA            | Gunnar Jervill Sverige           | Kyösti Laasonen Finland         |
| Montréal 1976       | Darrell Pace USA             | Hiroshi Michinaga Japan          | Giancarlo Ferrari Italien       |
| Moskva 1980         | Tomi Poikolainen Finland     | Boris Isatjenko Sovjetunionen    | Giancarlo Ferrari Italien       |
| Los Angeles 1984    | Darrell Pace USA             | Richard McKinney USA             | Hiroshi Yamamoto Japan          |
| Seoul 1988          | Jay Barrs USA                | Park Sung-soo Sydkorea           | Vladimir Jesjejev Sovjetunionen |
| Barcelona 1992      | Sébastien Flute Frankrike    | Chung Jae-hun Sydkorea           | Simon Terry Storbritannien      |
| Atlanta 1996        | Justin Huish USA             | Magnus Petersson Sverige         | Oh Kyo-moon Sydkorea            |
| Sydney 2000         | Simon Fairweather Australien | Vic Wunderle USA                 | Wietse van Alten Nederländerna  |
| Aten 2004           | Marco Galiazzo Italien       | Hiroshi Yamamoto Japan           | Tim Cuddihy Australien          |
| Peking 2008         | Viktor Ruban Ukraina         | Park Kyung-mo Sydkorea           | Bair Badjonov Ryssland          |
| London 2012         | Oh Jin-hyek Sydkorea         | Takaharu Furukawa Japan          | Dai Xiaoxiang Kina              |
| Rio de Janeiro 2016 | Ku Bon-chan Sydkorea         | Jean-Charles Valladont Frankrike | Brady Ellison USA               |
| Tokyo 2020          | Mete Gazoz Turkiet           | Mauro Nespoli Italien            | Takaharu Furukawa Japan         |

#### Lag FITA-runda
| Spel                | Guld                                                   | Silver                                                        | Brons                                                        |
| Seoul 1988          | Sydkorea Chun In-soo Lee Han-sup Park Sung-soo         | USA Jay Barrs Richard McKinney Darrell Pace                   | Storbritannien Steven Hallard Richard Priestman Leroy Watson |
| Barcelona 1992      | Spanien Juan Holgado Antonio Vázquez Alfonso Menéndez  | Finland Tomi Poikolainen Ismo Falck Jari Lipponen             | Storbritannien Richard Priestman Simon Terry Steven Hallard  |
| Atlanta 1996        | USA Justin Huish Butch Johnson Rod White               | Sydkorea Jang Yong-ho Kim Bo-ram Oh Kyo-moon                  | Italien Matteo Bisiani Michele Frangilli Andrea Parenti      |
| Sydney 2000         | Sydkorea Oh Kyo-moon Jang Yong-ho Kim Chung-tae        | Italien Matteo Bisiani Michele Frangilli Ilario Di Buò        | USA Butch Johnson Rod White Vic Wunderle                     |
| Aten 2004           | Sydkorea Im Dong-hyun Jang Yong-ho Park Kyung-mo       | Kinesiska Taipei Chen Szu-Yuan Liu Ming-Huang Wang Cheng-Pang | Ukraina Dmytro Hratjov Viktor Ruban Oleksandr Serdjuk        |
| Peking 2008         | Sydkorea Im Dong-hyun Lee Chang-hwan Park Kyung-mo     | Italien Ilario Di Buò Marco Galiazzo Mauro Nespoli            | Kina Jiang Lin Li Wenquan Xue Haifeng                        |
| London 2012         | Italien Michele Frangilli Marco Galiazzo Mauro Nespoli | USA Brady Ellison Jake Kaminski Jacob Wukie                   | Sydkorea Im Dong-hyun Kim Bub-min Oh Jin-hyek                |
| Rio de Janeiro 2016 | Sydkorea Kim Woo-jin Ku Bon-chan Lee Seung-yun         | USA Brady Ellison Zach Garrett Jake Kaminski                  | Australien Alec Potts Ryan Tyack Taylor Worth                |
| Tokyo 2020          | Sydkorea Kim Woo-jin Oh Jin-hyek Kim Je-deok           | Kinesiska Taipei Deng Yu-cheng Tang Chih-chun Wei Chun-heng   | Japan Takaharu Furukawa Yuki Kawata Hiroki Muto              |

### Mixlag
| Spel       | Guld                        | Silver                                         | Brons                                  |
| Tokyo 2020 | Sydkorea An San Kim Je-deok | Nederländerna Gabriela Schloesser Steve Wijler | Mexiko Alejandra Valencia Luis Álvarez |

## Tidigare grenar

### Herrar

#### Individuell au chapelet, 33m
| Spel       | Guld                   | Silver               | Brons               |
| Paris 1900 | Hubert Van Innis (BEL) | Victor Thibaud (FRA) | Charles Petit (FRA) |

#### Individuell au chapelet, 50m
| Spel       | Guld                | Silver            | Brons               |
| Paris 1900 | Eugène Mougin (FRA) | Henri Helle (FRA) | Emile Mercier (FRA) |

#### Individuell au cordon doré, 33m
| Spel       | Guld                   | Silver               | Brons               |
| Paris 1900 | Hubert Van Innis (BEL) | Victor Thibaud (FRA) | Charles Petit (FRA) |

#### Individuell au cordon doré, 50m
| Spel       | Guld                | Silver                 | Brons               |
| Paris 1900 | Henri Herouin (FRA) | Hubert Van Innis (FRA) | Emile Fisseux (FRA) |

#### Individuell kontinental stil, 50m
| Spel        | Guld                | Silver             | Brons                 |
| London 1908 | Eugène Grizot (FRA) | Louis Vernet (FRA) | Gustave Cabaret (FRA) |

#### Individuell dubbel amerikansk runda, 60y, 50y, 40y
| Spel             | Guld                | Silver                | Brons                  |
| Saint Louis 1904 | George Bryant (USA) | Robert Williams (USA) | William Thompson (USA) |

#### Individuell dubbel York-runda, 100y, 80y, 60y
| Spel             | Guld                | Silver                | Brons                  |
| Saint Louis 1904 | George Bryant (USA) | Robert Williams (USA) | William Thompson (USA) |

#### Individuell fast fågelmål, stor fågel
| Spel           | Guld                  | Silver                   | Brons                |
| Antwerpen 1920 | Edmond Cloetens (BEL) | Louis Van de Perck (BEL) | Firmin Flamand (BEL) |

#### Individuell fast fågelmål, liten fågel
| Spel           | Guld                  | Silver                   | Brons                |
| Antwerpen 1920 | Edmond Van Moer (BEL) | Louis Van de Perck (BEL) | Joseph Hermans (BEL) |

#### Individuell rörligt fågelmål, 28 m
| Spel           | Guld                   | Silver               | Brons         |
| Antwerpen 1920 | Hubert Van Innis (BEL) | Léonce Quentin (FRA) | inte tilldömt |

#### Individuell rörligt fågelmål, 33 m
| Spel           | Guld                   | Silver             | Brons         |
| Antwerpen 1920 | Hubert Van Innis (BEL) | Julien Brule (FRA) | inte tilldömt |

#### Individuell rörligt fågelmål, 50 m
| Spel           | Guld               | Silver                 | Brons         |
| Antwerpen 1920 | Julien Brule (FRA) | Hubert Van Innis (BEL) | inte tilldömt |

#### Individuell sur la perche à la herse
| Spel       | Guld                  | Silver                  | Brons               |
| Paris 1900 | Emmanuel Foulon (BEL) | Auguste Serrurier (FRA) | Junior Druart (BEL) |

#### Individuell sur la perche à la pyramide
| Spel       | Guld                 | Silver                  | Brons               |
| Paris 1900 | Emile Grumiaux (FRA) | Auguste Serrurier (FRA) | Louis Glineux (BEL) |

#### Individuell York round
| Spel        | Guld              | Silver                     | Brons                     |
| London 1908 | William Dod (GBR) | Reginald Brooks-King (GBR) | Henry B. Richardson (USA) |

#### Lag fast fågelmål, stor fågel
| Spel           | Guld | Silver        | Brons         |
| Antwerpen 1920 | Belgien Edmond Cloetens Louis Van de Perck Firmin Flamand Edmond Van Moer Joseph Hermans Auguste Van de Verre | Inte tilldömt | Inte tilldömt |

#### Lag fast fågelmål, liten fågel
| Spel           | Guld | Silver        | Brons         |
| Antwerpen 1920 | Belgien Edmond Cloetens Louis Van de Perck Firmin Flamand Edmond Van Moer Joseph Hermans Auguste Van de Verre | Inte tilldömt | Inte tilldömt |

#### Lag rörligt fågelmål, 28 m
| Spel           | Guld | Silver | Brons |
| Antwerpen 1920 | Nederländerna Janus Theeuwes Driekske van Bussel Joep Packbiers Janus van Merrienboer Jo van Gastel Theo Willems Piet de Brouwer Tiest van Gestel | Belgien Hubert Van Innis Pierre Van Thielt Jérome De Mayer Alphonse Allaert Edmond De Knibber Louis Delcon Louis Van Beeck Louis Fierens | Frankrike Julien Brule Léonce Quentin Pascal Fauvel Eugène Grizot Eugène Richez Artur Mabellon Léon Epin Paul Leroy |

#### Lag rörligt fågelmål, 33 m
| Spel           | Guld | Silver | Brons         |
| Antwerpen 1920 | Belgien Hubert Van Innis Pierre Van Thielt Jérome De Mayer Alphonse Allaert Edmond De Knibber Louis Delcon Louis Van Beeck Louis Fierens | Frankrike Julien Brule Léonce Quentin Pascal Fauvel Eugène Grizot Eugène Richez Artur Mabellon Léon Epin Paul Leroy | Inte tilldömt |

#### Lag rörligt fågelmål, 50 m
| Spel           | Guld | Silver | Brons         |
| Antwerpen 1920 | Belgien Hubert Van Innis Pierre Van Thielt Jérome De Mayer Alphonse Allaert Edmond De Knibber Louis Delcon Louis Van Beeck Louis Fierens | Frankrike Julien Brule Léonce Quentin Pascal Fauvel Eugène Grizot Eugène Richez Artur Mabellon Léon Epin Paul Leroy | Inte tilldömt |

#### Lagrunda, 60 y
| Spel             | Guld                                                            | Silver                                                           | Brons                                                             |
| Saint Louis 1904 | USA William Thompson Robert Williams Louis Maxson Galen Spencer | USA Charles Woodruff William Clark Charles Hubbard Samuel Duvall | USA George Bryant Wallace Bryant Cryus Dallin Henry B. Richardson |

### Damer

#### Individuell dubbel Columbiarunda, 50 y, 40 y, 30 y
| Spel             | Guld               | Silver         | Brons              |
| Saint Louis 1904 | Matilda Howell USA | Emma Cooke USA | Jessie Pollock USA |

#### Individuell dubbel nationell runda, 60 y, 50 y
| Spel             | Guld               | Silver         | Brons              |
| Saint Louis 1904 | Matilda Howell USA | Emma Cooke USA | Jessie Pollock USA |

#### Individuell nationell runda, 60 y, 50 y
| Spel        | Guld                        | Silver                       | Brons                             |
| London 1908 | Sybil Newall Storbritannien | Charlotte Dod Storbritannien | Beatrice Hill-Lowe Storbritannien |